# صورة تلوية (طب العيون)

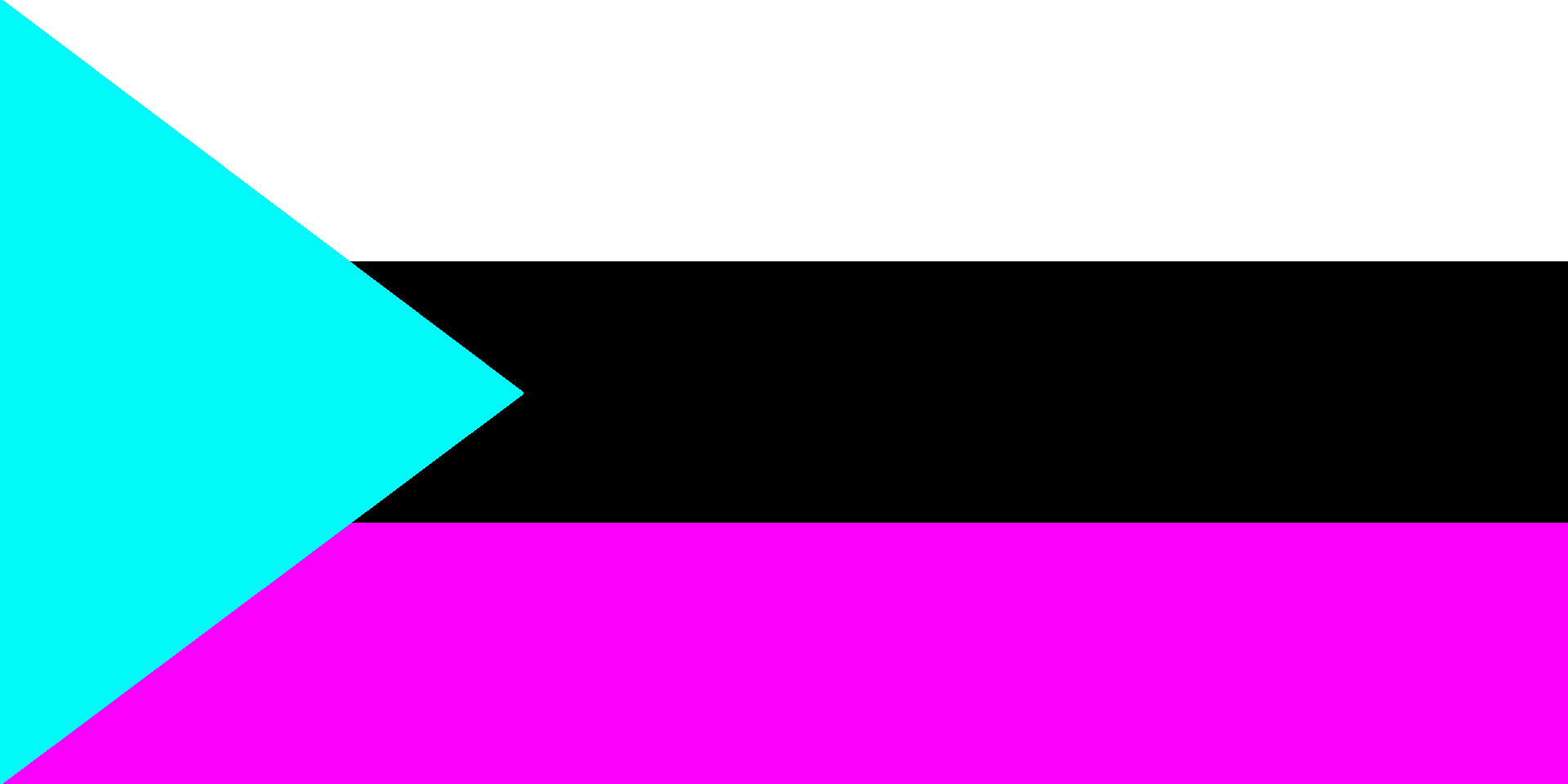
صورة علم فلسطين بألوان مكملة، وعند النظر للصورة لمدة تتراوح 5-60 ثانية، ثم التوقف عن النظر لها وتوجيه النظر إلى سطح أبيض أو الطرف بشكل متكرر فستظهر صورة تلوية لعلم فلسطين بألوانه الحقيقية.

الصورة التلوية أو الصورة اللاحقة هي ظاهرة تحدث عندما ينظر الرائي لصورة معينة لفترة ثم يتوقف عن النظر لها، فإنه يظهر أمام عينه صورة تشبه الصورة التي كان ينظر إليها، وهذه الظاهرة قد تكون طبيعية (فسيولوجية) وقد تكون مَرضية (وتسمى التكرر المرئي)، وتحدث هذه الظاهرة نتيجة استمرار النشاط الكيميائي الضوئي في شبكية العين حتى بعد زوال المحفز الأصلي بتوقف الرائي عن النظر إلى الصورة الأصلية. 
من الأمثلة الشهيرة على ظاهرة الصورة التلوية هو ظهور منطقة معتمة في نظر الرائي بعد النظر لفترة وجيزة إلى مصدر للضوء، مثل فلاش الكاميرا أو الشمس أو المصباح.

## الصور التلوية السلبية
تنشأ الصورة التلوية السلبية في شبكية العين ويُعدلها التكيف العصبي للخلايا العصبية الموجودة في الشبكية والتي تحمل الإشارات من الشبكية إلى الفص القذالي، بطريقة تشابه تعديل التوازن اللوني في التصوير الفوتوغرافي.
تفترض نظرية يونغ هيلمهولتز أن هناك ثلاثة أنواع من المستقبلات الضوئية في العين، كل نوع منها يكون حساسا لطول موجي معين ضمن الضوء المرئي وهي مستقبلات موجات الضوء ذات الطول الموجي القصير، والمتوسط، والطويل، ومع ذلك لا تستطيع هذه النظرية تفسير ظاهرة الصورة التلوية، وخصوصا أنها تظهر بألوان مكملة للألوان الأصلية.
حاولت نظرية اللون المضاد كالتي طرحها إيوالد هيرينج وطورها هورفيتش وجيمسون تفسير هذه الظاهرة، وجاء فيها أن جهاز الرؤية البشري يفسر الألوان بمعالجة الإشارات الصادرة من مستقبلات الضوء بطريقة متضادة، وأنه يوجد فيه أربع قنوات متضادة: الأحمر مقابل السيان، والأخضر مقابل الأحجواني، والأزرق مقابل الأصفر، والأسود مقابل الأبيض، ولذلك، فإن الصورة الخضراء تنتج صورة تلوية أحجوانية.

## صور تلوية إيجابية
تظهر الصور التلوية الإيجابية بنفس ألوان الصورة الأصلية. وتكون قصيرة جدًا لأقل من نصف ثانية، ولا يُعرف سببها بشكل جيد، لكنها ربما تعكس استمرار نشاط القشرة البصرية بسبب استمرار مستقبلات الضوء في شبكية العين في إرسال الإشارات العصبية إلى الفص القذالي . 

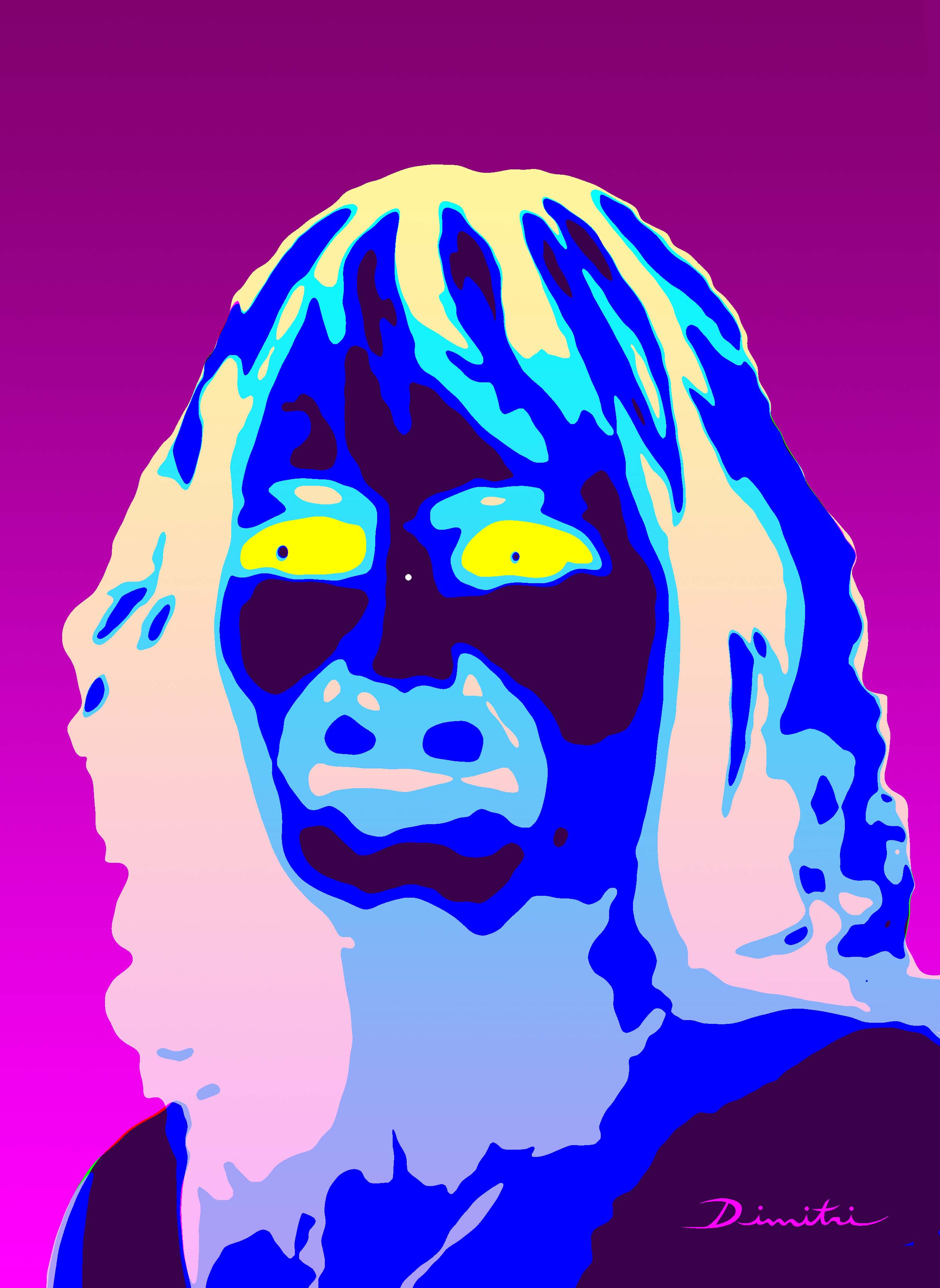
عند النظر للنقطة البيضاء الصغيرة (منتصف الصورة بين العينين) لمدة تتراوح 5-60 ثانية، ثم التوقف عن النظر بتوجيه النظر إلى سطح أبيض أو إغلاق العين، فستظهر صورة تلوية سلبية لوجه الشخص بألوان مكملة للألوان الموجود في الصورة أعلاه.

## أنظر أيضا
- كتاب المناظر للحسن بن الهيثم
- خدعة اللولب الأرجواني
- التكيف العصبي
- تكرار مرئي
- احتراق الفوسفور
- الإدراك البصري

## ملحوظات
1. ↑  Bender، MB؛ Feldman، M؛ Sobin، AJ (يونيو 1968). "Palinopsia". Brain: A Journal of Neurology. ج. 91 ع. 2: 321–38. DOI:10.1093/brain/91.2.321. PMID:5721933.
2. ↑  Gersztenkorn، D؛ Lee، AG (2 يوليو 2014). "Palinopsia revamped: A systematic review of the literature". Survey of Ophthalmology. ج. 60 ع. 1: 1–35. DOI:10.1016/j.survophthal.2014.06.003. PMID:25113609.
3. ↑  Zaidi, Q., Ennis, R., Cao, D., & Lee, B. (2012). "Neural locus of color afterimages. ". Current Biology. ج. 22 ع. 3: 220–224. Bibcode:2012CBio...22..220Z. DOI:10.1016/j.cub.2011.12.021. hdl:11858/00-001M-0000-000F-4AA5-4. PMC:3562597. PMID:22264612. مؤرشف من الأصل في 2024-06-10. اطلع عليه بتاريخ 2022-10-17.{{استشهاد بدورية محكمة}}:  صيانة الاستشهاد: أسماء متعددة: قائمة المؤلفين (link)
4. ↑  Horner، David. T. (2013). "Demonstrations of Color Perception and the Importance of Colors". في Ware، Mark E.؛ Johnson، David E. (المحررون). Handbook of Demonstrations and Activities in the Teaching of Psychology. Psychology Press. ج. II: Physiological-Comparative, Perception, Learning, Cognitive, and Developmental. ص. 94–96. ISBN:978-1-134-99757-2. مؤرشف من الأصل في 2023-10-30. اطلع عليه بتاريخ 2019-12-06. Originally published as: Horner، David T. (1997). "Demonstrations of Color Perception and the Importance of Contours". Teaching of Psychology. ج. 24 ع. 4: 267–268. DOI:10.1207/s15328023top2404_10. ISSN:0098-6283. S2CID:145364769.
5. ↑  "positiveafterimage". www.exo.net. مؤرشف من الأصل في 2012-12-20.

## روابط خارجية
- تكرس مؤسسة بالينوبسيا جهودها لزيادة الوعي بمرض بالينوبسيا، وتمويل البحث في أسباب مرض بالينوبسيا والوقاية منه وعلاجه، والدفاع عن احتياجات الأفراد المصابين بالينوبسيا وأسرهم.
- تقوم مؤسسة Eye On Vision بجمع الأموال والوعي بالحالات البصرية المستمرة
- الصور اللاحقة ، مظاهرة صغيرة.
- أمثلة بعد الصورة نسخة محفوظة 2015-06-18 على موقع واي باك مشين. </link>
- وهم الحمامة الملونة